# Ada M. Coe
Ada M. Coe (Milford Center, Ohio 1 de dezembro de 1890 - Warren, Pensilvânia, 13 de dezembro de 1983) foi uma hispanista e professora universitária norte-americana.